# Fort Garland
Fort Garland is een plaats (census-designated place) in de Amerikaanse staat Colorado, en valt bestuurlijk gezien onder Costilla County.

## Geschiedenis
Fort Garland werd in 1858 gesticht om kolonisten in de San Luis-vallei te beschermen. Het fort bood ruimte aan twee compagnieën van 100 soldaten en enkele officieren. Tijdens haar bestaan zijn er diverse troepen infanterie, ruiterij en vrijwilligers in het fort gevestigd geweest. Kit Carson en zijn eenheid van vrijwilligers werden er van 1866 tot 1867 gestationeerd om de vrede te bewaren en met de Utes te onderhandelen. Fort Garland bleef een militair fort tot 1883.

## Demografie
Bij de volkstelling in 2000 werd het aantal inwoners vastgesteld op 432.

## Geografie
Volgens het United States Census Bureau beslaat de plaats een oppervlakte van
0,7 km², geheel bestaande uit land. Fort Garland ligt op ongeveer 2419 m boven zeeniveau.

## Plaatsen in de nabije omgeving
De onderstaande figuur toont nabijgelegen plaatsen in een straal van 40 km rond Fort Garland.